# Drancy
Drancy es una comuna francesa situada en el departamento de Sena-San Denis, de la región de Isla de Francia.  
Está integrada en la Metrópolis del Gran París.

## Campo de concentración (Segunda Guerra Mundial)
Durante la Segunda Guerra Mundial, funcionó en Drancy un campo de concentración en el que se mantenía a judíos, gitanos y otros prisioneros antes de enviarlos a los campos de exterminio alemanes.
Se estima que 65 000 judíos fueron deportados desde Drancy, de los que 63 000 fueron muertos, incluyendo 6000 niños. A la liberación del campo por parte de las tropas aliadas, el 17 de agosto de 1944, solo 2000 prisioneros quedaban con vida.

## Demografía
| 399 | 193 | 218 | 207 | 258 | 315 | 308 | 352 | 296 | 310 | 420 | 534 | 456 | 446 | 606 | 934 | 1 104 | 1 096 | 1 247 | 1 776 | 4 190 | 15 582 | 31 489 | 51 156 | 42 938 | 42 166 | 50 654 | 65 890 | 68 467 | 64 430 | 60 183 | 60 707 | 62 263 | 64 600 | 65 843 | 66 635 | 71 318 |
| Para los censos de 1962 a 1999 la población legal corresponde a la población sin duplicidades (Fuente: INSEE [Consultar]) |     |     |     |     |     |     |     |     |     |     |     |     |     |     |     |       |       |       |       |       |        |        |        |        |        |        |        |        |        |        |        |        |        |        |        |        |